# 正念 (佛教)
正念 是佛教的用詞，見念 (佛教)。
依八正道(即八聖道分)之正念條目所示 (參見四念住和內觀)，正念，又作諦意，正念就是指四念住，即隨念於身、受、心、法四種所緣。指經由以上的階段修學佛法，由聞熏正見離開妄想起始，進而思惟修行正法，除去不如實不如理的妄想分別，精進正行努力不懈，憶持正法，明記佛法，念念不忘進修佛教真理。四念住意即在今生證悟阿羅漢果，或尚有餘則證不還位，能證悟阿那含果。
八正道包括：正見 (正確的佛理知見)、正思維 (正確的思維)、正語 (純正淨善的語言，合乎佛法的言論、不妄語)、正業 (正當且合乎佛教的活動、行為、工作)、正命 (正當的謀生手段)、正精進 (正確的努力，止惡修善、去惡從善，自覺努力)、正念 (正向的念頭。身受心法四念住，需與正見和正精進共同合作)、正定 (堅定不疑的禪法諦定)。

## 正念釋義
1. 正念的英文應為 positive thought, right mindfulness or correct mindfulness ，然而 Mindfulness （页面存档备份，存于） 宜依其英文原意翻譯為覺察(詳見以下各點論述)。正念療法或覺察減壓(Mindfulness-Based Stress Reduction, 簡稱 MBSR （页面存档备份，存于）)是由禪宗方式或佛教方式的而衍生出來的活動，然而 MBSR 在發展初期已脫離佛教的正念思維。
2. Merriam-Webster online dictionary 解釋mindfulness英文原意：是指個體在每一個當下對自身想法、情緒或經驗所提升的或完整的覺知，使此覺知可維持在中性且無評斷狀態之練習 (the practice of maintaining a nonjudgmental state of heightened or complete awareness of one's thoughts, emotions, or experiences on a moment-to-moment basis)。
3. 目前臺灣常見對於 Mindfulness （页面存档备份，存于） 的中譯為正念、內觀、覺照、靜觀、專注等，其中最常見的中譯是佛教專有用詞「正念」。
4. 在華人相關學術領域中，2020年出版學術性的文獻探討及探索性因素分析之實證研究，Mindfulness中譯釐正為覺察之佛學與科學實證檢驗：覺察與正念判準量表之研發 （页面存档备份，存于），探討覺察與正念的關係，研究者指出：Mindfulness （页面存档备份，存于） 之中文翻譯為覺察，佛學專有用語之「正念」確實有評斷正確、正當的正向積極之意，覺察與正念有關，正念可包含覺察，但覺察卻無法包含並代表正念，兩者不能混為一談。該研究中並發展覺察與正念判準量表，用以明確區分覺察與正念為兩個不同面向。
5. 由於 Mindfulness （页面存档备份，存于） 原文本意為中性且無評斷的覺知，與佛教八正道的正念(positive thought, right mindfulness or correct mindfulness) 帶有正確、正當之涵義完全不同，而且覺察減壓(MBSR （页面存档备份，存于）)在發展初期已脫離佛教的正念思維。目前臺灣相關應用 Mindfulness （页面存档备份，存于） 之研究、學術論文、出版書籍、工作坊、研討會、基金會等，常常會先解釋「正念」中的主要內容便是覺察，但卻又不直接使用覺察二字，因此普遍呈現混淆使用覺察與正念的情形，這是名不正言不順之事，據此，MBSR之中譯即是「覺察減壓」，而非正念減壓。許多採用正念減壓手段的實驗介入之研究，其結論常出現正念減壓之效果並不顯著，很重要的原因即是研究者在研究之初都用了漢字的正念之意，而不瞭解 Mindfulness （页面存档备份，存于） 的原意其實僅是覺察。換言之，正念無法減壓，覺察才有機會降低壓力。
6. 就漢字而言，「正念」代表的是一種正向的念頭，試問一位憂鬱症患者，如何能夠自然地從內在產生正向的念頭？這是緣木求魚之事。但若教導憂鬱症患者使用覺察的方法來感受當下、經驗當下、欣賞當下、活在當下，或許就能稍微轉移其憂鬱的症狀。
1. ↑  《巴利大藏经·长部》（卷22《大念处经》）：“諸比庫，此一行道，能清淨有情，超越愁、悲，滅除苦、憂，得達如理，現證涅盤，此即是四念處。”
2. ↑  《巴利大藏经·长部》（卷22《大念处经》）：“諸比庫，什麼是正念呢？諸比庫，於此，比庫於身隨觀身而住，熱誠，正知，具念，調伏世間的貪、憂；於受隨觀受而住，熱誠，正知，具念，調伏世間的貪、憂；於心隨觀心而住，熱誠，正知，具念，調伏世間的貪、憂；於法隨觀法而住，熱誠，正知，具念，調伏世間的貪、憂。諸比庫，這稱為正念。”“諸比庫，無論是誰，若能夠如此修習此四念處七年者，他於二果之中可期望〔獲得〕一果：即於現法中證知，或尚有餘〔則證〕不還位！”
3. ↑  《巴利大藏经·长部》（卷22《大念处经》）：“諸比庫，無論是誰，若能夠如此修習此四念處七天者，他於二果之中可期望〔獲得〕一果：即於現法中證知，或尚有餘〔則證〕不還位！”
4. ↑  .   [2020-08-11]. （原始内容存档于2021-03-09）.
5. ↑  胡君梅 (2012)。正念與內觀的譯詞及比較。福嚴會訊，36，10-17。
6. ↑  .   [2020-08-11]. （原始内容存档于2021-03-21）.
7. ↑  （页面存档备份，存于） 汪珮渲與賴世烱 (2020)。Mindfulness中譯釐正為覺察之佛學與科學實證檢驗：覺察與正念判準量表之研發。佛學與科學，第21卷，第1期，10-29。]
8. ↑   (PDF).   [2020-08-11]. （原始内容存档 (PDF)于2021-02-22）.
9. ↑  林世敏。佛教的精神與特色。臺北：天華，1998年。
10. ↑  （页面存档备份，存于） 汪珮渲與賴世烱 (2020)。Mindfulness中譯釐正為覺察之佛學與科學實證檢驗：覺察與正念判準量表之研發。佛學與科學，第21卷，第1期，10-29。]